# Spyglass Entertainment
A Spyglass Media Group, LLC (korábban Spyglass Entertainment) amerikai filmgyártó cég, amelyet Gary Barber és Roger Birnbaum alapított 1998-ban.

## Történet

### Spyglass Entertainment
1998 augusztusában Gary Barber, a Morgan Creek Productions korábbi alelnöke és vezérigazgatója Roger Birnbaummal, a Caravan Pictures társalapítójával és korábbi vezetőjével együtt megalapította a Spyglass Entertainmentet. Az induló cég öt évre szóló forgalmazási megállapodást kötött a Disneyvel, amely részesedést szerzett. Birnbaum korábban Joe Roth, a Disney stúdió akkori vezetőjének javaslatára hagyta el a Caravant; mivel a Disney csökkentette éves gyártási teljesítményét, Roth azt javasolta, hogy a New Regency Productionshöz hasonló, önfinanszírozó produkciós céget hozzanak létre. Miután a Caravan fennmaradó három filmje megjelent, a Caravan inaktívvá vált. A filmterveket és a kezdeti 10-20 millió dolláros pénzügyi előleget a jövőbeli túlfizetések ellenében a Disney is hozzájárult. A Spyglass működését a Walt Disney stúdióban alapították és ott is működtették. 1998 októberében az európai médiakonglomerátumok, a Kirch Group és a Mediaset öt éven át 15-25 mozifilm-, videó- és televíziós forgalmazási jogot vásároltak meg Németországban, Olaszországban, Spanyolországban, Lengyelországban és az egykori Szovjetunióban. M. Night Shyamalan Hatodik érzék (The Sixth Sense, 1999) című film volt a Spyglass első filmje, amely világszerte 661 millió dollárt hozott a kasszáknál.
2000 májusára a Disney 10%-os részesedést szerzett a Spyglassnál, a skandináv Svensk Filmindustri és a portugál Lusomundo mellett. 2003 márciusában a Spyglass Entertainment négyéves forgalmazási szerződést kötött a Village Roadshow-val Ausztráliára, Új-Zélandra és Görögországra vonatkozóan.
2002-ben a Spyglass Entertainment elindította televíziós részlegét, amely a kis képernyős projektekre összpontosított. A Csodák az egyik olyan projekt, amelyet a Spyglass televíziós részlege támogatott.
Ugyanebben az évben megpróbált egyesülni a kisebb független forgalmazóval, az Intermediával, de nem sikerült.
2003 decemberében a Spyglass felbontotta a Disneyvel kötött szerződését, és négyéves, első alkalommal nem kizárólagos társfinanszírozási és gyártási szerződést kötött a DreamWorksszel. Ezt az üzletet soha nem véglegesítették, és a kapcsolat nem működött jól. Így 2003 szeptemberében a Spyglass inkább a Sony Pictures-szel kötött hasonló megállapodást. A Spyglass nem a Sony telkére, hanem a Los Angeles-i Westwoodban található Murdoch Plazába költözött.
2010-re a Spyglass-t felvásárolta a Cerberus Capital Management.
2010. december 20-án Gary Barber és Roger Birnbaum lett a Metro-Goldwyn-Mayer holdingvállalat társelnöke és vezérigazgatója, amely akkoriban nemrég került ki a csődből. Az eredeti terv szerint a Spyglass könyvtárat az MGM-hez csatolták volna, de később kivették a tervek közül.

### Spyglass Media Group
2019. március 13-án Barber és a Lantern Entertainment Spyglass Media Group néven felélesztette a céget, és befektetőként bevonták az Eagle Pictures és a Cineworld cégeket. A Lantern többségében befektetett, és a filmtárát, valamint a Miramax-filmek folytatásainak jogait is átadta a Spyglassnak. Barber birtokolja a Spyglass védjegyet, valamint a régi Spyglass filmtár folytatásainak és remake-jeinek jogait, amelyekhez ő járult hozzá. A vállalat azt tervezi, hogy minden platformra készít tartalmat. A Spyglass bezárta a korábbi Lantern Entertainment/TWC New York-i irodáját, miközben 15 alkalmazottat bocsátott el a különböző részlegekből.
2019. április 1-jén Lauren Whitney, a Miramax televíziózásért felelős elnök ugyanezt a pozíciót a Spyglassnál is elfoglalta. Damien Marin követte Barbert az MGM-től, és 2019 szeptemberében a Spyglass világszintű forgalmazásért és felvásárlásokért felelős elnökévé nevezték ki.
Az AT&T-hez tartozó Warner Bros. 2019 áprilisában tőkerészt vásárolt a Spyglassban, amely első körben szerződést kötött a stúdióval. A Spyglass 2019 augusztusában részt vett a Miramax egy részének lehetséges megvásárlásában, de két hét alatt kiszállt.
A Spyglass első zöld utat kapott filmje az újjáélesztés óta a Hellraiser-franchise, amit 2019 májusában jelentett be. Miután a cég 2019 novemberében elnyerte Stephen King Az intézet című könyvének jogait, Jack Bender és David E. Kelley párost alkottak a könyv minisorozatként történő fejlesztésére és gyártására. Emellett Bender egy televíziós elsőfilmes szerződést is kötött a Spyglass-szal.
Peter Oillataguerre-t, az MGM fizikai gyártásért felelős elnökét nevezték ki a Spyglass Media Group elnökévé, aki Barbernek dolgozik.
2021 júliusában a Lions Gate Entertainment felvásárolta a The Weinstein Company filmtárának nagy részét, amely addig a Spyglass tulajdonában volt, így a Lionsgate 20%-os részesedést szerzett a Spyglasstól, és a céggel első körben televíziós megállapodást kötött.

## Külföldi forgalmazók
- Village Roadshow (2003-2007) Ausztrália, Új-Zéland és Görögország
- Canal+: Franciaország, Benelux államok, Svédország és Lengyelország fizetős televízió
- Sogecable: Spanyol fizetős kábelhálózat.
- Pony Canyon: Japán
- Lusomundo: Portugália
- Forum: Izrael
- Ster-Kinekor: Dél-Afrika

## Gyártási filmográfia

### 1990-es évek
| Cím           | Megjelenés dátuma  | Forgalmazó           | Megjegyzés | Költségvetés | Bevétel        |
| ------------- | ------------------ | -------------------- | --- | ------------ | -------------- |
| Ösztön        | 1999. június 4.    | Buena Vista Pictures | A Disney által megjelentetett Touchstone Pictures; koprodukció a Barbara Boyle/Michael Taylor Productions-szel; első film                                | 80 millió $  | 34,1 millió $  |
| Hatodik érzék | 1999. augusztus 6. | Buena Vista Pictures | A Disney kiadó forgalmazásában a Hollywood Pictures; koprodukciós együttműködésben a The Kennedy/Marshall Company-val és a Barry Mendel Productions-vel. | 40 millió $  | 672,8 millió $ |
| A bennfentes  | 1999. november 5.  | Buena Vista Pictures | A Disney kiadónál, a Touchstone Pictures forgalmazásában; a Forward Pass és az Eric Roth Productions koprodukciójában.                                   | 68 millió $  | 60,2 millió $  |

### 2000-es évek
- 2000: Jackie Chan: Új csapás
- 2000: A Mars-mentőakció